# Закожурников, Василий Фёдорович
Василий Фёдорович Закожурников (1821, Екатеринбург, Пермская губерния — 19 [31] июля 1897, Екатеринбург, Пермская губерния) — российский картограф и землемер из Екатеринбурга, составитель «Карты горных заводов и промыслов Уральской горной области» в 1895 году, управляющий чертёжной Уральского горного правления в 1870—1890 годах.

## Биография
Родился 1821 году в городе Екатеринбурге в семье копииста Екатеринбургского казначейства Фёдора Фёдоровича Закожурникова (род. 1796). Затем в чине коллежского регистратора материальным смотрителем Туринского завода в Гороблагодатском округе в 1829—1840 годах, с 1840 года в чине коллежского секретаря контролером Главной конторы, асессором военного суда и казначеем Гороблагодатских заводов.
Окончил межевые роты Санкт-Петербургского лесного и межевого института в 1839 году с зачислением чиновником 14 класса в корпус гражданских топографов и назначением топографом 2 разряда.
Служил горным межевщиком чертежной Гороблагодатских горных заводов в 1842—1843 годах, младшим, а затем старшим землемером Уральского горного правления в 1843—1849 годах. Производил обмер и разделение земель в Оренбургской, Пермской и Уфимской губерниях. В Оренбурге участвовал в составлении проекта положения о разделении башкирских и мещерякских территорий в 1849 году в Верхнеуральском, Троицком и Челябинском уездах. Управляющий чертёжной Уральского горного правления в 1870—1890 годах.
Являлся членом-учредителем УОЛЕ с 1870 года, преподавателем географии Уральского горного училища, гласным Екатеринбургской городской думы в 1872—1891 годах.
Умер 19 июля 1897 году в городе Екатеринбурге.
Семья
Василий Федорович жил в Екатеринбурге вместе с семьей в полукаменном двухэтажном доме с флигелем, службой и баней по адресу улица Ломаевская дом № 16—18 на углу с Щипановским переулком. Два сына Николай (служил горным землемером в Главном управлении Уральских горных заводов) и Леонид (в 1880 года служил в чине коллежского секретаря журналистом в Канцелярии Главного управления Уральских горных заводов).

## Вклад в науку
Составитель «Карты Уральских горных заводов с принадлежащими им землями и рудниками», выдержавшую 4 издания, и «Карты горных заводов и промыслов Уральской горной области» в 1895 году. Карта выставлялась горным департаментом на Всероссийской московской промышленно-художественной выставке 1882 года.
Автор печатных работ.
В августе 1899 года во время уральской экспедиции Д. И. Менделеева, на основе его карты была составлена Карта Уральской железной промышленности 1899 года, что отмечено в книге «Уральская железная промышленность в 1899 году».